# Bryan Johnson (Unternehmer)

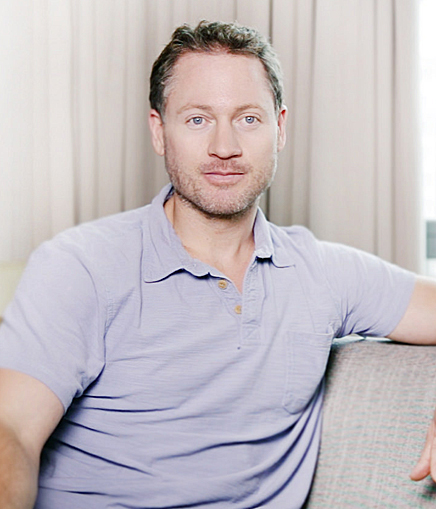
Bryan Johnson (2015)

Bryan Johnson (* 22. August 1977 in Provo, Utah) ist ein US-amerikanischer Unternehmer, Investor und Autor. Er ist der Gründer mehrerer Unternehmen und Betreiber des OS Fund, einer Risikokapitalgesellschaft, die in junge Start-ups und Technologieunternehmen investiert. Sein Vermögen wurde 2023 auf knapp 400 Millionen US-Dollar geschätzt. Zudem erregte Johnson mediale Aufmerksamkeit für seine Anti-Aging-Vorhaben, die er als „Project Blueprint“ bezeichnete.

## Leben

### Frühes Leben
Johnson wurde in Provo geboren und wuchs in Springville mit drei Brüdern und einer Schwester auf. Nach der Scheidung seiner Eltern lebte Johnson bei seiner Mutter und seinem Stiefvater, dem Besitzer eines Fuhrunternehmens. Mit 19 Jahren wurde Johnson Mormonenmissionar, wie es für junge Männer in der Kirche Jesu Christi der Heiligen der Letzten Tage (LDS-Kirche) üblich ist, und verbrachte zwei Jahre in Ecuador.
Johnson erhielt 2003 einen BA in International Studies von der Brigham Young University und schloss 2007 mit einem MBA an der University of Chicago Booth School of Business ab.

### Unternehmertum
Johnson gründete zwischen 1999 und 2003 drei Unternehmen. Mit dem ersten Unternehmen, das Handys verkaufte, konnte er sein Studium an der Brigham Young University finanzieren. Johnson stellte andere Studenten ein, um neben Handys auch Verträge zu verkaufen; Johnson verdiente bei jedem Verkauf eine Provision von etwa 300 US-Dollar.
Er gründete außerdem zwei weitere Unternehmen. Inquist, ein VoIP-Unternehmen, das Johnson zusammen mit drei anderen Partnern gründete, kombinierte Funktionen von Vonage und Skype. Es beendete seinen Betrieb im Jahr 2001. Danach schloss er sich seinem Bruder und einem anderen Partner bei einem 70-Millionen-Dollar-Immobilienprojekt an. Das Projekt erreichte die Verkaufsziele allerdings nicht.
Johnson war ab 2007 auch Gründer, Vorsitzender und CEO von Braintree, einem Unternehmen, das sich auf mobile und Web-Zahlungssysteme für E-Commerce-Unternehmen spezialisiert hat. Braintree erwarb Venmo im Jahr 2012 für 26,2 Millionen Dollar; das kombinierte Unternehmen wurde 2013 von PayPal für 800 Millionen Dollar übernommen. Dadurch wurde Johnson zu einem Multimillionär.
Im Oktober 2014 gründete Johnson seinen eigenen Risikokapitalfonds, OS Fund, den er mit 100 Millionen Dollar aus seinem Privatvermögen ausstattete. Johnson gründete 2016 das Neurotechnologieunternehmen Kernel und investierte dafür 100 Millionen US-Dollar seines eigenen Vermögens. Das Unternehmen hat seinen Schwerpunkt in der Entwicklung von Hardware zur Messung elektrischer und hämodynamischer Signale, die vom Gehirn erzeugt werden. Im Jahr 2020 stellte Kernel ein helmähnliches Gerät vor, das die Gehirnaktivität messen und aufzeichnen kann. Nach Angaben des Unternehmens könnten derartige Geräte Menschen mit Lähmungen bei der Kommunikation helfen oder Menschen mit psychischen Problemen den Zugang zu neuen Therapien ermöglichen.

### Anti-Aging-Vorhaben

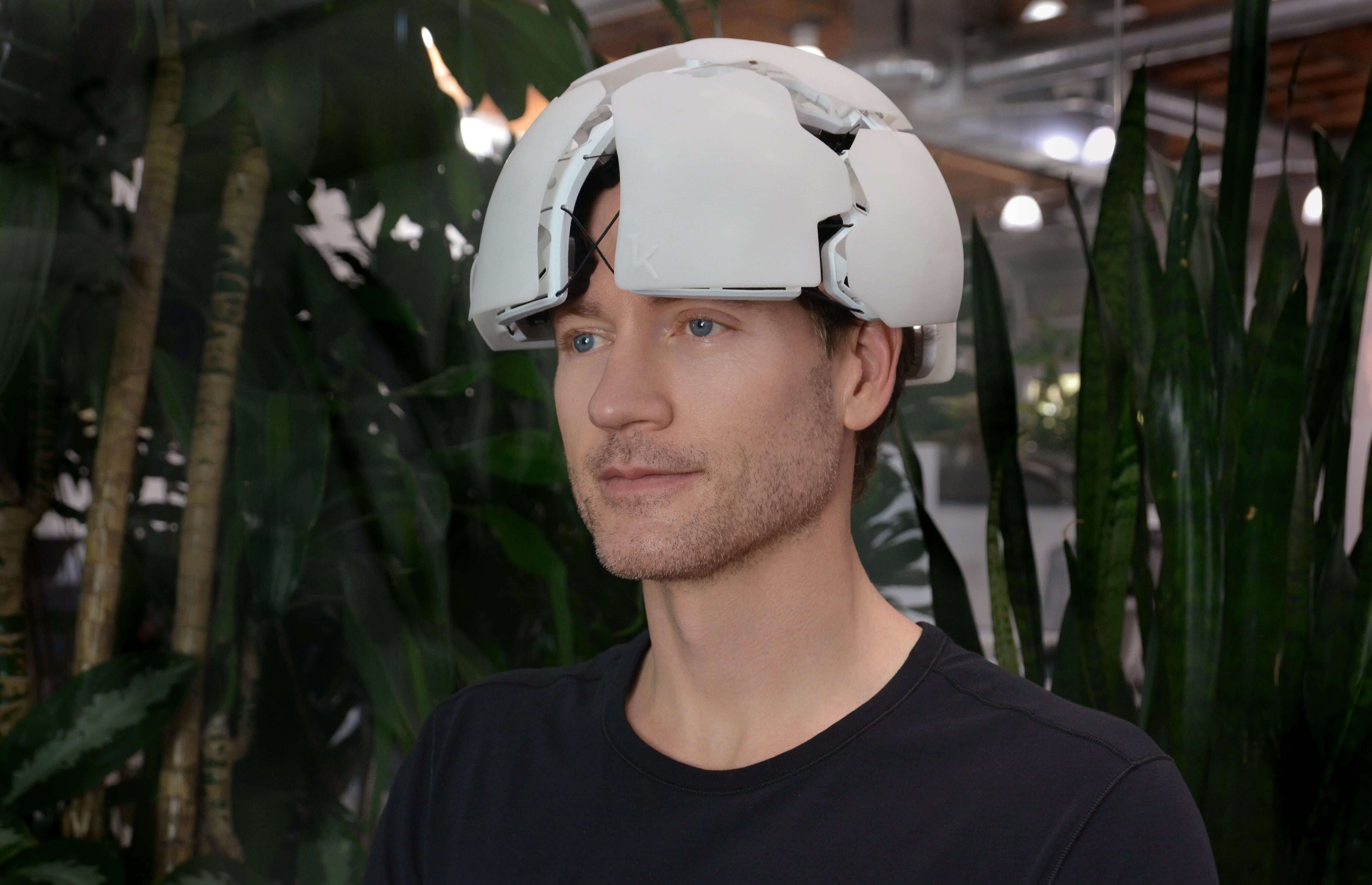
Bryan Johnson (2021)

Am 13. Oktober 2021 kündigte Johnson einen Anti-Aging-Versuch an, den er „Project Blueprint“ nennt. Johnson hält sich an ein strenges Diät- und Trainingsregime, um sein Leben zu verlängern. Er gibt dabei jährlich über zwei Millionen US-Dollar für seine Gesundheit aus und schluckt etwa 100 Pillen täglich. Für seine Verjüngungskur beschäftigt er über 30 persönliche Mitarbeiter. Sein biologisches Alter soll er so um fünf Jahre verringert haben. Johnson unterzog sich auch einer Reihe Bluttransfusionen, wobei sein Sohn als Spender für eine der Transfusionen fungierte, aber verkündete später, dass er die Transfusionen aufgrund des fehlenden Nutzens nicht wiederholen wird. Er gilt auch als ein Anhänger der Nutzung von statistischer Datenauswertung und künstlicher Intelligenz, um seine Lebensführung zu optimieren und seine Gesundheit zu überwachen. Den Tod bezeichnete er in einem Interview als ein „technisches Problem, das sich lösen lässt“ und verkündete seinen Plan, ewig leben zu wollen.
Einige Experten haben den Nutzen von Johnsons Anti-Aging Kuren angezweifelt, da die Lebenserwartung zum größten Teil genetisch bedingt sei. Auf X (Twitter) lieferte sich Johnson eine Auseinandersetzung mit Elon Musk, nachdem dieser einem Post zugestimmt hatte, der behauptete, dass Johnson „viel besser aussah, bevor er anfing, 2 Millionen Dollar pro Jahr für seinen Körper auszugeben“.

## Persönliches
Johnson hat drei Kinder mit seiner Ex-Frau.
Er wurde als Mitglied der Kirche Jesu Christi der Heiligen der Letzten Tage erzogen, trat aber später aus der Kirche aus. Er ist Pilot und hat den Kilimandscharo, den höchsten Berg Afrikas, sowie den Toubkal, den höchsten Gipfel Nordafrikas, bestiegen.

## Audio
- Deutschlandfunk-Beitrag von Kirsten Dietrich vom 14. März 2025 über Longevity mit Bezugnahme auf Bryan Johnson Die Sehnsucht nach dem langen Leben: Der Lifestyle-Trend „Longevity“, 7.22 Minuten Audio-Version

## Sonstiges
Johnson hat ein Kapitel zu dem Buch Architects of Intelligence: The Truth About AI from the People Building It (2018) des amerikanischen Futuristen Martin Ford beigetragen. Johnson war in dem Dokumentarfilm I Am Human aus dem Jahr 2020 zu sehen, der sich mit Gehirn-Computer-Schnittstellen befasst.